# Huân chương Suvorov

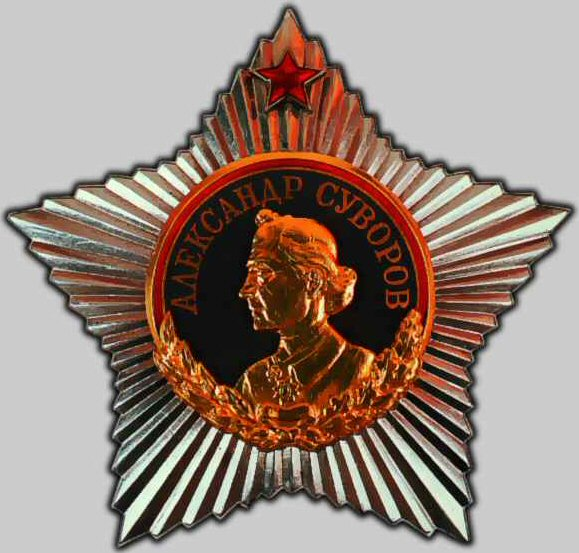
Huân chương Suvorov hạng nhất 1942 - 2010

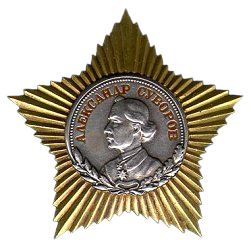
Huân chương Suvorov hạng nhì 1942 - 2010

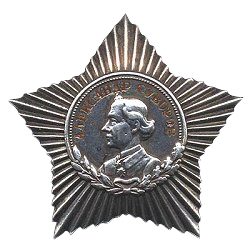
Huân chương Suvorov hạng ba 1942 - 2010

Huân chương Suvorov (Tiếng Nga Орден Суворова) là một huân chương được đặt theo tên của Đại nguyên soái Alexander Suvorov (1729–1800).

## Lịch sử
Được thành lập bởi Nghị định của Đoàn Chủ tịch Xô viết tối cao vào ngày 29 tháng 7 năm 1942. Sau đó các quy chế mới của huân chương đã được sửa đổi bởi các Nghị định của Đoàn Chủ tịch Xô viết tối cao ngày 08 tháng 2 năm 1943, những mô tả của huân chương có áp dụng sự thay đổi từng phần và được bổ sung bởi các Nghị định của Đoàn Chủ tịch Xô viết tối cao vào ngày 30 tháng 9 năm 1942 và Nghị định của Đoàn Chủ tịch Xô viết tối cao vào ngày 19 tháng 6 năm 1943.
 Huân chương được chia làm 3 hạng: hạng nhất, hạng nhì, hạng ba. Georgi Zhukov là người đầu tiên được tặng huân chương này vào ngày 28 tháng 1 năm 1943.
Huân chương Suvorov được trao tặng cho các Chỉ huy của Hồng quân có thành tích xuất sắc trong việc ra lệnh, kiểm soát và tổ chức tuyệt vời các hoạt động chiến đấu, quyết tâm và sự kiên trì trong những hành vi của họ, mà kết quả là những chiến thắng đạt được trong cuộc chiến đấu cho Tổ quốc trong Chiến tranh Thế giới thứ II.
Huân chương Suvurov được trao tặng bởi Đoàn Chủ tịch Xô viết tối cao của Liên Xô

## Tiêu chuẩn
Huân chương Suvorov hạng I sẽ được trao tặng cho tư lệnh, phó tư lệnh phương diện quân, tập đoàn quân, các tham mưu trưởng, chủ nhiệm cục tác chiến, trưởng phòng tác chiến, tham mưu trưởng các binh chủng (pháo binh, không quân, thiết giáp và súng cối) của phương diện quân, tập đoàn quân:
-Do sự xuất sắc trong tổ chức và thực hiện các chiến dịch cấp phương diện quân và tập đoàn quân với lực lượng ít hơn đã đánh bại quân địch vượt trội.

- Vì đã khéo léo vận dụng các biện pháp để bao vây một lực lượng lớn quân địch, tiêu diệt và thu giữ vũ khí, trang thiết bị kỹ thuật của chúng.

-Vì đã đưa ra các sáng kiến và quyết định việc lựa chọn địa điểm của cuộc tấn công chính, đã gây ra những thiệt hại, khiến kẻ thù bị đánh bại, và quân đội ta tiếp tục chiến đấu truy kích, tiêu diệt địch.

- Do đã khéo léo và bí mật thực hiện các hoạt động, mà kết quả là kẻ thù không thể để tập hợp, dự trữ đầy đủ các lực lượng và trang bị cần thiết, và đã bị quân ta nghiền nát.

Huân chương Suvurov II trao cho các chỉ huy quân đoàn, sư đoàn và lữ đoàn, cũng như các phó chỉ huy và tham mưu trưởng:
-Do đã tổ chức các trận chiến để đánh bại các quân đoàn hoặc sư đoàn đối phương bằng các lực lượng ít hơn, dẫn đến một cuộc tấn công bất ngờ và quyết đoán, dựa trên sự hợp tác đầy đủ trang thiết bị, vũ khí và nhân lực (bộ đội);

-Do phá vỡ dải phòng ngự mạnh của địch, phát triển đột phá khẩu và tổ chức truy kích bám sát, bao vây và tiêu diệt quân địch;

- Do đã tổ chức các trận chiến đấu phá vòng vây của một lực lượng quân địch đông hơn và vẫn giữ được sức mạnh chiến đấu của các đơn vị bộ đội do họ chỉ huy, cùng với vũ khí và các trang thiết bị.

- Vì hoàn thành (nhiệm vụ) bằng các đơn vị tăng thiết giáp thọc sâu vào hậu phương địch mà kết quả là giáng cho kẻ thù đòn đau, đảm bảo thực hiện thành công chiến dịch cấp tập đoàn quân.
Huân chương Suvurov hạng III được trao cho các chỉ huy trung đoàn, tiểu đoàn và tham mưu trưởng trung đoàn. Nghị định của Đoàn Chủ tịch Xô viết tối cao vào ngày 08 tháng 2 năm 1943 (Điều 4) được thiết lập (ngoài quy chế của Huân chương Suvorov), thì Huân chương Suvorov hạng III cũng có thể trao tặng các chỉ huy đại đội (đại đội trưởng):
-Do đã tổ chức trận đánh và chủ động trong việc lựa chọn thời gian cho các cuộc tấn công táo bạo, nhanh chóng về phía lực lượng vượt trội của đối phương và tiêu diệt chúng.

-Do lòng (sự) kiên trì (kiên cường) và đẩy lùi hoàn toàn cuộc (sự) tấn công của đối phương (có lực lượng) vượt trội trong việc (giữ) vững phòng tuyến đã chiếm lĩnh, so sánh (tính toán) khéo léo toàn bộ các khí tài chiến đấu đang có và chuyển sang tấn công quyết liệt.

## Mô tả
Huân chương Suvurov hạng I được làm bằng bạch kim (platinum) và vàng.Kích thước huân chương giữa các đỉnh đối diện nhau của ngôi sao - 56mm. Trong đó khối lượng bạch kim - 28,995 g, vàng - 8,84 g, bạc - 9,2, tổng trọng lượng của huân chương - 41,8 ± 1,8 g.
Huân chương Suvorov hạng II được làm bằng vàng và bạc. Các vòng tròn ở giữa của ngôi sao, hình ảnh của Suvorov và một vòng hoa làm bằng bạc. Phần bằng vàng trong huân chương hạng II - 23,098 g, bạc - 12,22g, tổng trọng lượng của huân chương - 29,2 ± 1,5 g
Huân chương Suvurov hạng III được làm hoàn toàn bằng bạc. Phần bạc hình tròn, nằm ở giữa của ngôi sao, hình ảnh Suvorov khắc nổi và viền cành nguyệt quế từ cây sồi ở dưới vòng trong trên huân chương được làm oxy hóa. Phần bạc trong huân chương hạng III - 22,88, tổng trọng lượng của huân chương - 25,3 ± 1,5 g.
Huân chương Suvorov hạng I (nhất) được giới thiệu là ngôi sao năm cánh khắc nổi bằng bạch kim, bề mặt của huân chương được làm trong hình dạng các tia phân tán. Ở giữa ngôi sao, trong rìa, vòng tròn vàng, phủ bằng lớp tráng men xám - tối với bề mặt tráng men đỏ ở phía trên vòng tròn và ngôi sao tráng men đỏ ở giữa tia trên cùng của ngôi sao, viết ở phía trên theo vòng tròn bằng các chữ vàng "Alexsander Suvorov". Phía dưới vòng tròn được viền bởi vòng nguyệt quế từ cây sồi bằng vàng. Ở giữa vòng tròn là ảnh đến ngực bóng bán thân khắc nổi bằng vàng của Suvorov được khắc nổi (từ bản chạm khắc năm 1818 của họa sĩ N.I.Utkin)
Dòng chữ "Alexander Suvorov" trên đơn huân chương hạng II và III được ghi giống như hạng I nhưng bằng màu đỏ men. Và ở huân chương hạng II và III không có ngôi sao tráng men đỏ ở giữa tia trên cùng của ngôi sao.
Huân chương Suvurov hạng II và III giảm kích thước các đỉnh đối diện nhau của ngôi sao còn 49 mm.
Mặt sau của huân chương là đai ốc để gắn vào quần áo.
Phần cuốn huân chương có màu xanh lá mạ (?), với các sọc dọc màu cam:
- Hạng I: một sọc ở giữa với chiều rộng 5 mm;
- Hạng II: hai sọc ở hai bên phần cuống mỗi sọc có chiều rộng 3 mm;
- Hạng III - ba sọc - một ở giữa và hai sọc ở hai bên, mỗi sọc có chiều rộng 2 mm.
Chiều rộng của phần cuốn huân chương- 24 mm
Huân chương Suvurov được đeo bên ngực phải. Huân chương Suvurov hạng I được đặt trước các huân chương khác, và được đặt ở phía bên phải của ngực, huân chương Suvurov hạng II được đặt sau huân chương Bogdan Khmelnitsky hạng I và huân chương Suvurov hạng III được đặt sau huân chương Bogdan Khmelnitsky hạng II.

## Liên kết khác
- Awards and decorations of the Russian Federation
- Awards and decorations of the Soviet Union
- Field Marshal Count Alexander Suvorov